# Łubowiec
Osiedle Łubowiec w Jaworznie (wg TERYT Lubowiec, SIMC 0940602) – osiedle mieszkaniowe położone w dzielnicy Dąbrowa Narodowa. Łubowiec leży w zachodniej części Jaworzna granicząc z miastem Sosnowiec. Dojechać do Łubowca można liniami autobusów J, E, S, A, 303, 319 oraz busami.

## Obiekty i miejsca
- Pomnik poległych górników w upadowej „Danuta”[2]
- Salezjańska organizacja sportowa „SALOS”
- Ogród działkowy „Jaśmin”